# Reversopelma herzogi
Espèce
Reversopelma herzogi est une espèce d'araignées mygalomorphes de la famille des Theraphosidae.

## Distribution
Cette espèce est endémique du département de Tarija en Bolivie,. Elle se rencontre entre Caiza et Creveaux.

## Description
Le mâle holotype mesure 37,0 mm.

## Systématique et taxinomie
Cette espèce a été décrite par Gabriel, Sherwood & Pérez-Miles, 2023.

## Étymologie
Cette espèce est nommée en l'honneur de Sebastian Herzog. 

## Publication originale
- Gabriel, Sherwood & Pérez-Miles, 2023 : « Four new species and two new genera of theraphosid spider from Bolivia (Araneae: Theraphosidae). » Arachnology, vol. 19, no 6, p. 944-951.